# Silli (Timone di Fliunte)
I Silli (Σίλλοι, "Versi scherzosi") erano un poema parodico in esametri del filosofo scettico Timone di Fliunte.

## Struttura
Il poema è perduto, ma ne abbiamo 65 frammenti (per un totale di 133 versi) dei 71 dell'opera poetica. In consonanza con la parodia omerica, Timone iniziava con l’invocazione, ma non alle Muse, bensì ai filosofi:
del tutto indaffarati, o sofistiǃ»
(SH 775 – trad. A. D’Andria)
Timone doveva, poi, introdurre, come parodica visione nell’Ade, ispirata alla Nekyia omerica, il catalogo dei filosofi, tra i quali il “bugiardo” Aristippo, per concludere con Pirrone, che si stagliava adamantino sugli altri. 
Probabilmente, nella sua discesa all’Ade Timone incontrava Senofane di Colofone, che diventava suo interlocutore e, forse, guida.
I libri II e III contevano un dialogo tra Timone e Senofane, in cui il primo chiedeva al suo predecessore informazioni su ciascuno dei filosofi che vedono, secondo un modus a domanda e risposta tipico dello scetticismo. In particolare, il terzo libro, definito “epilogo” da Diogene Laerzio, coinvolgeva filosofi più recenti, tra i quali Epicuro, 
giunto da Samo, figlio d’un maestrino,
 
tra gl’uomini di lunga il più ignorante.»
Era menzionato anche lo stoico Aristone di Chio, chiamato “adulatore”, Dionisio di Eraclea, che dallo Stoicismo era passato agli Epicurei.

## Analisi critica
Timone, imitando lo stile di Omero secondo i dettami della parodia, echeggiava non solo l'Odissea, ma anche i primi libri dell'Iliade, con l'effetto di rappresentare i filosofi in polemica come combattenti; da altri frammenti si evidenzia che i filosofi venivano mostrati anche mentre vendevano le loro idee e si rivolgevano alla folla; secondo alcuni studi era compresa una scena di pesca. Tutti questi elementi avrebbero ispirato altrettante opere di Luciano di Samosata, come le Vite all'incanto, Il Pescatore o i redivivi e una scena della Storia Vera. 
L'autore, in tal modo criticava aspramente i filosofi megarici, gli stoici, gli epicurei e gli accademici. Tutti questi egli chiamava "dogmatici", accusandoli di accanirsi in contrastanti e inutili dispute e che soprattutto miravano, con vuote chiacchiere, ad attirare i giovani per impossessarsi del loro denaro. Solo gli scettici, fra i quali includeva Platone, venivano ritenuti degni di rispetto e considerazione. 